# Pristimantis sobetes
A Pristimantis sobetes a kétéltűek (Amphibia) osztályának békák (Anura) rendjébe, ezen belül a Craugastoridae családjába tartozó faj.

## Előfordulása
A Pristimantis sobetes előfordulási területe az Andok ecuadori részén található. Ecuador egyik endemikus békája.

## Életmódja
A trópusok nedves, hegyi esőerdeinek lakója. 1700-2050 méteres tengerszint feletti magasságok között él. Élőhelyének elvesztése veszélyezteti.

## Fordítás
- Ez a szócikk részben vagy egészben  a   Pristimantis sobetes című angol Wikipédia-szócikk ezen változatának fordításán alapul.  Az eredeti cikk szerkesztőit annak laptörténete sorolja fel. Ez a jelzés csupán a megfogalmazás eredetét és a szerzői jogokat jelzi, nem szolgál a cikkben szereplő információk forrásmegjelöléseként.